# Charlton Athletic F.C.
Câu lạc bộ bóng đá Charlton Athletic là một câu lạc bộ bóng đá có trụ sở tại Charlton thuộc Royal Borough of Greenwich, London. Hiện tại đội bóng đang chơi tại giải hạng nhất Anh.
Câu lạc bộ được thành lập ngày 9 tháng 6 năm 1905. Khi ấy một số câu lạc bộ mới của vùng đông nam London, gồm East Street Mission và Blundell Mission hợp nhất thành Charlton Athletic. Câu lạc bộ chơi tại The Valley ở Charlton, nơi họ thi đấu từ năm 1919, trừ một năm ở Catford, mùa 1923–24, và 7 năm ở Crystal Palace và West Ham United giữa những năm 1985 và 1992. Charlton có trận derby Nam London với các đối thủ Millwall và Crystal Palace.
Trang phục truyền thống của họ là áo đỏ, quần trắng, tất đỏ và thường được gọi với biệt danh là The Addicks. Charlton chơi chuyên nghiệp vào năm 1920 và lần đầu tham dự the Football League năm 1921. Kể từ ấy họ có 4 giai đoạn thi đấu tại giải đấu cao nhất nước Anh: 1936–1957, 1986–1990, 1998–1999 và 2000–2007. Theo lịch sử, giai đoạn thành công nhất cChararharrlton là những năm 1930, khi câu lạc bộ đứng ở vị trí cao ở giải VĐQG, bao gồm á quân hạng Nhất năm 1937. Sau Thế chiến thứ II, câu lạc bộ hai lần giành quyền chơi trận chung kết FA Cup, thua năm 1946 và vô địch năm 1947.

## Trang phục và nhà tài trợ
| Năm     | Tài trợ áo đấu | Tài trợ chính                  | Tài trợ trên lưng áo | Tài trợ trên quần   |
| ------- | -------------- | ------------------------------ | -------------------- | ------------------- |
| 1974–80 | Bukta          | Không có                       | Không có             | Không có            |
| 1980–81 | Adidas         | Không có                       | Không có             | Không có            |
| 1981–82 | Adidas         | FADS                           | Không có             | Không có            |
| 1982–83 | Adidas         | Không có                       | Không có             | Không có            |
| 1983–84 | Osca           | Không có                       | Không có             | Không có            |
| 1984–86 | Osca           | The Woolwich                   | Không có             | Không có            |
| 1986–88 | Adidas         | The Woolwich                   | Không có             | Không có            |
| 1988–92 | Admiral        | The Woolwich                   | Không có             | Không có            |
| 1992–93 | Ribero         | Không có                       | Không có             | Không có            |
| 1993–94 | Ribero         | Viglen                         | Không có             | Không có            |
| 1994–98 | Quaser         | Viglen                         | Không có             | Không có            |
| 1998–00 | Le Coq Sportif | MESH                           | Không có             | Không có            |
| 2000–02 | Le Coq Sportif | Redbus                         | Không có             | Không có            |
| 2002–03 | Le Coq Sportif | All:Sports                     | Không có             | Không có            |
| 2003–05 | Joma           | All:Sports                     | Không có             | Không có            |
| 2005–08 | Joma           | Llanera                        | Không có             | Không có            |
| 2008–09 | Joma           | Carbrini Sportswear            | Không có             | Không có            |
| 2009    | Joma           | Kent Reliance Building Society | Không có             | Không có            |
| 2010–12 | Macron         | Kent Reliance Building Society | Không có             | Không có            |
| 2012–14 | Nike           | Andrews Sykes                  | Không có             | Không có            |
| 2014–   | Nike           | University of Greenwich        | Andrews Sykes        | Mitsubishi Electric |

## Đội hình hiện tại
Tính đến ngày 20 tháng 11 năm 2020

### Đội một
Ghi chú: Quốc kỳ chỉ đội tuyển quốc gia được xác định rõ trong điều lệ tư cách FIFA. Các cầu thủ có thể giữ hơn một quốc tịch ngoài FIFA.
| Số | VT | Quốc gia    | Cầu thủ                             |
| -- | -- | ----------- | ----------------------------------- |
| 2  | HV | Wales       | Chris Gunter                        |
| 3  | HV | Anh         | Ben Purrington                      |
| 4  | HV | Anh         | Deji Oshilaja                       |
| 5  | HV | Anh         | Akin Famewo (mượn từ Norwich City)  |
| 6  | HV | Anh         | Jason Pearce                        |
| 7  | TV | Wales       | Jonny Williams                      |
| 8  | TV | Anh         | Jake Forster-Caskey                 |
| 10 | TĐ | Anh         | Chuks Aneke                         |
| 11 | TV | Anh         | Alex Gilbey                         |
| 12 | TV | Scotland    | Andrew Shinnie (mượn từ Luton Town) |
| 13 | TM | Anh         | Ben Amos                            |
| 14 | TĐ | Bắc Ireland | Conor Washington                    |

| Số | VT | Quốc gia    | Cầu thủ                                  |
| -- | -- | ----------- | ---------------------------------------- |
| 15 | TV | Anh         | Darren Pratley                           |
| 16 | HV | Wales       | Adam Matthews                            |
| 17 | TĐ | Anh         | Omar Bogle                               |
| 18 | TV | Anh         | Alfie Doughty                            |
| 19 | TV | Anh         | Albie Morgan                             |
| 21 | TV | Anh         | Marcus Maddison                          |
| 22 | HV | Hà Lan      | Ian Maatsen (mượn từ Chelsea)            |
| 23 | TV | Wales       | Dylan Levitt (mượn từ Manchester United) |
| 24 | HV | Anh         | Ryan Inniss                              |
| 26 | TV | Anh         | Ben Watson                               |
| 28 | TĐ | Bắc Ireland | Paul Smyth (mượn từ Queens Park Rangers) |
| 30 | TM | Úc          | Ashley Maynard-Brewer                    |

### Cho mượn
Ghi chú: Quốc kỳ chỉ đội tuyển quốc gia được xác định rõ trong điều lệ tư cách FIFA. Các cầu thủ có thể giữ hơn một quốc tịch ngoài FIFA.
| Số | VT | Quốc gia   | Cầu thủ                                                     |
| -- | -- | ---------- | ----------------------------------------------------------- |
| 20 | TV | Thổ Nhĩ Kỳ | Erhun Oztumer (tại Bristol Rovers) đến 30 tháng 6 năm 2021  |
| 25 | TĐ | Anh        | Josh Davison (tại Woking) đến 1 tháng 1 năm 2021            |
| 32 | TV | Anh        | George Lapslie (tại Mansfield Town) đến 30 tháng 6 năm 2021 |

| Số | VT | Quốc gia | Cầu thủ                                                       |
| -- | -- | -------- | ------------------------------------------------------------- |
| 33 | TV | Anh      | Ben Dempsey (tại Woking) đến 9 tháng 1 năm 2021               |
| 42 | TĐ | Anh      | Charles Clayden (tại Dulwich Hamlet) đến 24 tháng 11 năm 2020 |

### Cầu thủ xuất sắc nhất năm
| Năm  | Người giành giải |
| ---- | ---------------- |
| 1971 | Paul Went        |
| 1972 | Keith Peacock    |
| 1973 | Arthur Horsfield |
| 1974 | John Dunn        |
| 1975 | Richie Bowman    |
| 1976 | Derek Hales      |
| 1977 | Mike Flanagan    |
| 1978 | Keith Peacock    |
| 1979 | Keith Peacock    |
| 1980 | Les Berry        |

| Năm  | Người giành giải |
| ---- | ---------------- |
| 1981 | Nicky Johns      |
| 1982 | Terry Naylor     |
| 1983 | Nicky Johns      |
| 1984 | Nicky Johns      |
| 1985 | Mark Aizlewood   |
| 1986 | Mark Aizlewood   |
| 1987 | Bob Bolder       |
| 1988 | John Humphrey    |
| 1989 | John Humphrey    |
| 1990 | John Humphrey    |

| Năm  | Người giành giải |
| ---- | ---------------- |
| 1991 | Robert Lee       |
| 1992 | Simon Webster    |
| 1993 | Stuart Balmer    |
| 1994 | Carl Leaburn     |
| 1995 | Richard Rufus    |
| 1996 | John Robinson    |
| 1997 | Andy Petterson   |
| 1998 | Mark Kinsella    |
| 1999 | Mark Kinsella    |
| 2000 | Richard Rufus    |

| Năm  | Người giành giải |
| ---- | ---------------- |
| 2001 | Richard Rufus    |
| 2002 | Dean Kiely       |
| 2003 | Scott Parker     |
| 2004 | Dean Kiely       |
| 2005 | Luke Young       |
| 2006 | Darren Bent      |
| 2007 | Scott Carson     |
| 2008 | Matt Holland     |
| 2009 | Nicky Bailey     |
| 2010 | Christian Dailly |

| Năm  | Người giành giải |
| ---- | ---------------- |
| 2011 | José Semedo      |
| 2012 | Chris Solly      |
| 2013 | Chris Solly      |
| 2014 | Diego Poyet      |
| 2015 | Jordan Cousins   |
| 2016 | Jordan Cousins   |
| 2017 | Ricky Holmes     |
| 2018 | Jay DaSilva      |
| 2019 | Lyle Taylor      |
| 2020 | Dillon Phillips  |

### Các cầu thủ tham dự World Cup
| FIFA World Cup 1958 - John Hewie - Trevor Edwards | FIFA World Cup 2002 - Claus Jensen - Mark Kinsella - Dean Kiely - Matt Holland | FIFA World Cup 2014 - Reza Ghoochannejhad |

## Quan chức câu lạc bộ
Cập nhật 13 tháng Giêng 2011

### Ban giám đốc
| Vị trí                 | Tên               |
| ---------------------- | ----------------- |
| Ông chủ                | Roland Duchâtelet |
| Non-Executive chairman | Richard Murray    |
| Chief Executive        | Katrien Meire     |

### Ban huấn luyện
| Vị trí                               | Tên            |
| ------------------------------------ | -------------- |
| HLV trưởng                           | Guy Luzon      |
| Trợ lý HLV                           | Damian Matthew |
| HLV đội một                          | David Martane  |
| Giám đốc kỹ thuật                    | Keith Peacock  |
| HLV thủ môn                          | Lee Turner     |
| HLV phát triển cầu thủ chuyên nghiệp | Jason Euell    |
| Khoa học thể thao                    | Lawrence Bloom |
| Trợ lý Khoa học thể thao             | Josh Hornby    |
| Bác sĩ CLB                           | John Fraser    |
| Bác sĩ vật lý trị liệu               | Erol Umut      |
| Trợ lý vật lý trị liệu               | Steve Jackson  |
| Chuyên gia phân tích                 | Brett Shaw     |
| Quản lý trang phục                   | Gavin Deane    |

## Danh hiệu
- Football League First Division (Hạng 1)
  - Á quân – 1937
- Football League Second Division / Football League First Division (Hạng 2)
  - Vô địch – 2000
  - Á quân – 1936, 1986
  - Thắng Play-off – 1987, 1998
- Football League Third Division / Football League One (Hạng 3)
  - Vô địch – 2012
  - Lên hạng (Division 3 cũ) – 1975, 1981
- Football League Third Division South
  - Vô địch – 1929, 1935
- FA Cup
  - Vô địch – 1947
  - Á quân – 1946
- Full Members Cup
  - Á quân – 1987
- Football League War Cup
  - Đồng Vô địch – 1944
- Kent Senior Cup
  - Vô địch – 1995, 2013, 2015
- Peoples Cup
  - Vô địch – 2011